# Ralliement (catholicisme en France)
Pour les articles homonymes, voir Ralliement.

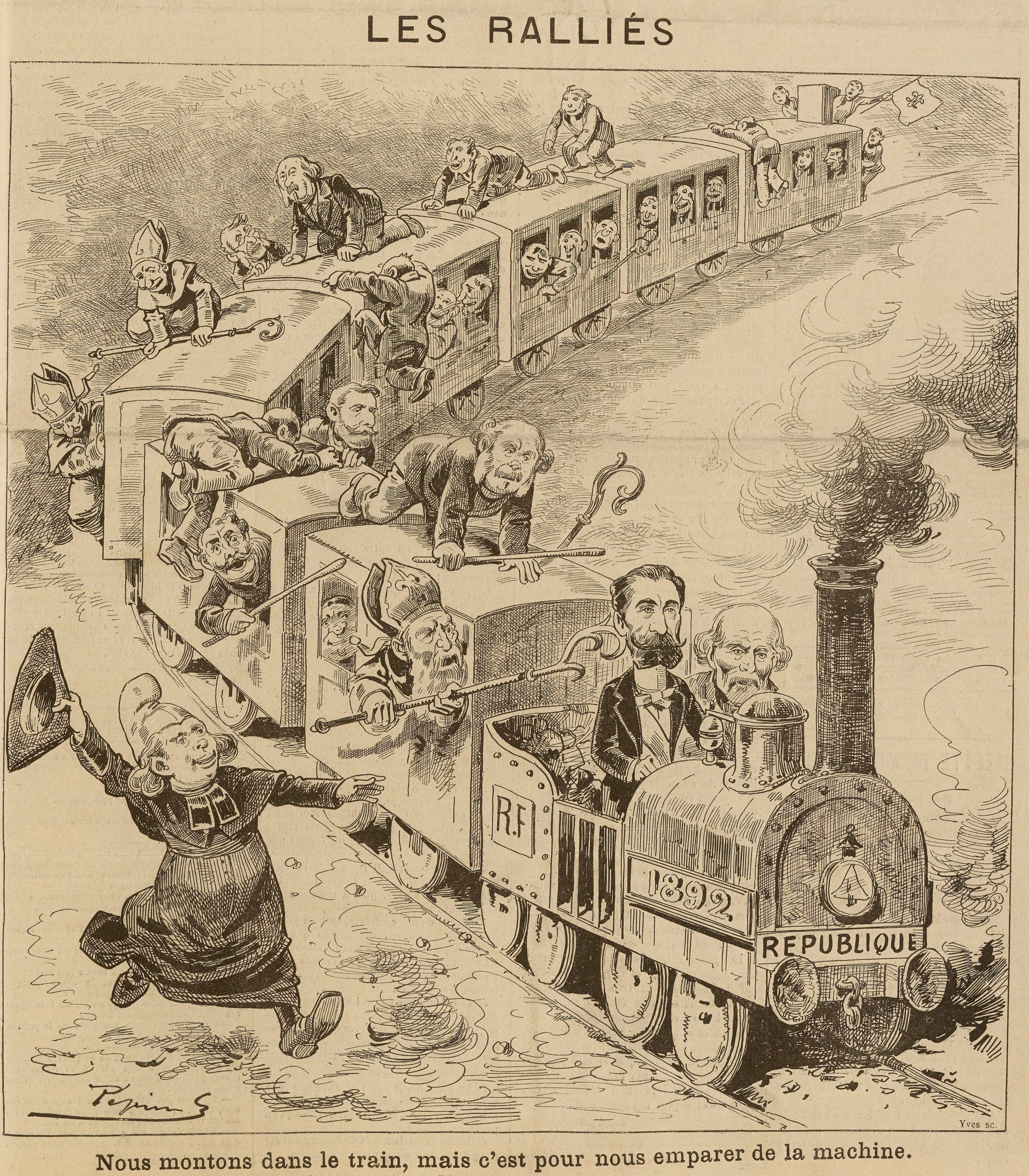
Les Ralliés, caricature satirique d'Édouard Pépin parue dans Le Grelot en octobre 1892. Le président français Sadi Carnot conduit le train, à sa gauche se trouve Charles de Freycinet ; juste derrière, Charles Lavigerie tente de l'attraper avec son crosier.
Légende : « Nous montons dans le train, mais c’est pour nous emparer de la machine. », une citation du 19 juin 1892 du prêtre catholique Théodore Garnier

Le Ralliement, ou ralliement, est l'attitude d'une partie des catholiques de France qui, à la suite de l'encyclique Au milieu des sollicitudes du 16 février 1892 du pape Léon XIII, adhèrent à la Troisième République. Les tenants de cette position sont appelés les Ralliés ou ralliés.
Selon Bruno Dumons, « [l]'émergence d'une République plus modérée invite à l'apaisement et au ralliement des catholiques. En autorisant une certaine ouverture, les autorités romaines et épiscopales contribuent à multiplier les initiatives pour tenter l'expérience d'une droite catholique conservatrice, renonçant à la monarchie et acceptant les institutions républicaines ».
Cette politique de rapprochement avec les républicains laïques suscite une grande espérance dans les milieux ralliés – démocrates chrétiens et catholiques libéraux – mais se brise avec l'affaire Dreyfus à la fin du XIXe siècle : « La vague d’antisémitisme qui en résulte, submerge le catholicisme français malgré une poignée de catholiques dreyfusards. Cet épisode bien connu conduit à une crise politique qui débouche sur un éclatement des attitudes politiques des catholiques, de l'Action Française (1898) au Sillon (1899), et un gouvernement de « défense républicaine », soucieux de renouer avec la politique de laïcisation par crainte d’un retour du cléricalisme ».

## Contexte
Le Ralliement intervient après l'échec du coup d'État de Boulanger en 1889. Cet échec avait prouvé la solidité des institutions républicaines françaises. Dès après les élections de 1889, le mouvement de Ralliement s'accélère. Albert de Mun adresse au prétendant royaliste une lettre de situation : il écrit que la restauration est impossible par le suffrage universel et que le boulangisme est vaincu, mais les causes existent toujours et que le royalisme doit être présent pour le moment où la crise reprendra, il prescrit donc de faire une politique plus conservatrice que royaliste avec une importance accrue donnée aux questions religieuses et sociales. Il indique un mois plus tard publiquement que l'opposition à la République doit cesser. Le journal catholique La Croix soutient son initiative, avant de se rétracter l'année suivante. Dans le même temps, le cardinal Lavigerie, archevêque d'Alger, accepte les prêtres républicains.
Fin 1889, le cardinal Ferrata est commissionné par Léon XIII pour faire un rapport sur la situation délicate de l'Église catholique en France. Ferrata raconte dans ses mémoires qu'il avait donné pour solution dans ce rapport, afin de résoudre les problèmes de l'Église catholique en France, que le catholicisme devait cesser d'être associé avec l'opposition au régime républicain. Ferrata, toujours selon ses mémoires, dit avoir aussi donné dans son rapport les grandes lignes stratégiques de ce qui deviendra plus tard le Ralliement.
En mars 1890, Jacques Piou créé le premier groupe parlementaire de droite rallié à la République, de manière inégale[Quoi ?] toutefois selon ses 40 membres.

## Toast d'Alger du cardinal Lavigerie

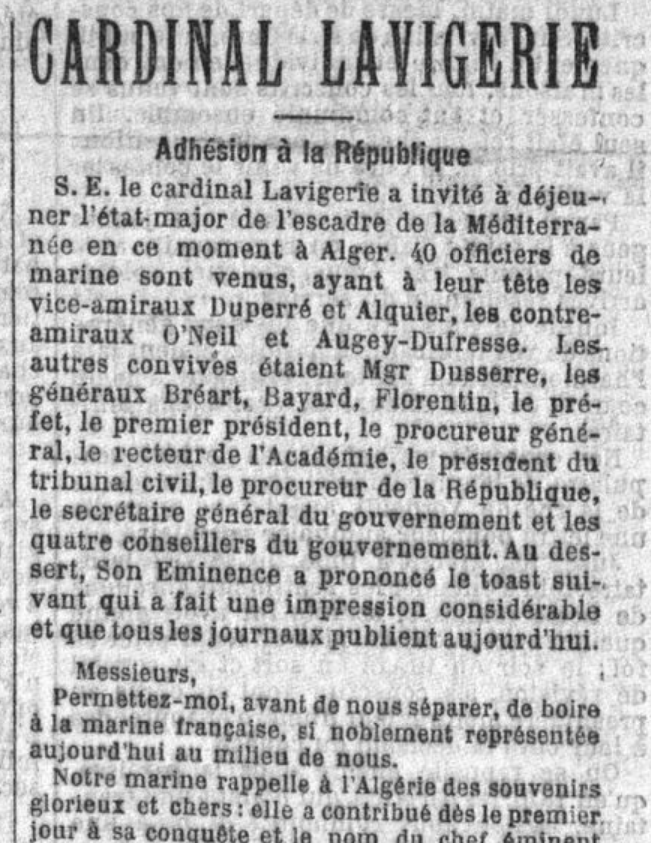
Début d'un article de La Croix du 14 novembre 1890, qui commente et rapporte le discours du toast d'Alger

Le 12 novembre 1890, le cardinal Lavigerie, archevêque d'Alger, reçoit à sa table dans sa résidence archiépiscopale de saint-Eugène (commune de la wilaya d'Alger) les officiers supérieurs de l'escadre française de la Méditerranée. Lors de cette réception, le cardinal lève son verre (d'où le nom de « Toast d'Alger » donné à ces propos) devant le vice-amiral Duperré, commandant de la flotte, et tient un discours durant lequel il déclare haut et fort notamment :

« Quand la volonté d'un peuple s'est nettement affirmée, que la forme d'un gouvernement n'a rien de contraire, comme le proclamait dernièrement Léon XIII, aux principes qui peuvent faire vivre les nations chrétiennes et civilisées, lorsqu'il faut, pour arracher son pays aux abîmes qui le menacent, l'adhésion sans arrière-pensée à cette forme de gouvernement, le moment vient de sacrifier tout ce que la conscience et l'honneur permettent, ordonnent à chacun de sacrifier pour l'amour de la patrie. […] C'est ce que j'enseigne autour de moi, c'est ce que je souhaite de voir imiter en France par tout notre clergé, et en parlant ainsi, je suis certain de n'être démenti par aucune voix autorisée. »

La déclaration à Alger du cardinal Lavigerie est une préparation à l'encyclique Au milieu des sollicitudes du pape Léon XIII. En effet, le pape avait chargé le cardinal d'amorcer le mariage de raison entre l'Église catholique avec les républicains modérés, avant lui-même d'officialiser cette politique du dit « Ralliement » dans son encyclique,.
En amont de cette déclaration voulue par le cardinal Rampolla, Cardinal secrétaire d’Etat, c’est à un prélat de la métropole en la personne de Mgr Charles-Philippe Place, archevêque de Rennes, Dol et Saint-Malo, que le secrétaire d’Etat du pape s’adressa initialement. Cependant Place marque son refus, face au très autoritaire cardinal, d'assumer l'annonce de la politique de ralliement des catholiques à la Troisième République. Place ne manqua pas d’avancer avantageusement la personnalité du cardinal Lavigerie, archevêque d'Alger et de Carthage, primat d'Afrique et s'expliqua de ce choix en souhaitant que cette annonce soit portée par un prélat plus jeune que lui, dont le charisme naturel, habitué des prises de position bien tranchées, imposerait à tous ce changement politique. D'autre part, dans ses échanges avec le cardinal Rampolla, Place expose l'avantage d'une annonce de ralliement prononcée hors de la métropole, loin des soutiens monarchiques et surtout loin de la noblesse de son diocèse que le cardinal Place sait peu enclins à soutenir la République et qui ne manqua pas de voir dans le Toast d’Alger le refus du pape à soutenir le retour de la monarchie en France.

## EncycliqueAu milieu des sollicitudes
Le pape Léon XIII souhaite, dans son encyclique Au milieu des sollicitudes publiée le 16 février 1892, en finir avec le conflit entre l'Église catholique et les dirigeants laïcs de la Troisième République, qui divise la France et empêche les catholiques de participer à la vie politique de leur pays. Il s'agit aussi pour le pape d'un enjeu ecclésiologique majeur : affirmer la monarchie pontificale et son pouvoir spirituel à travers l'instrumentalisation du discours officiel des autorités ecclésiastiques qui encourage le Ralliement des catholiques français à la Troisième République, et ainsi répondre à une logique de conciliation entre nationalisme et ultramontanisme après que le Saint-Siège a perdu en 1870 les États pontificaux et son pouvoir temporel. Le 20 février 1892, l'encyclique est publiée dans les journaux français.
Dans l'encyclique, Léon XIII affirme clairement que les catholiques français doivent accepter les actuels types de gouvernements, au nom de la paix et du bien commun ; cependant, les catholiques ne doivent pas accepter toute législation. Dans cette encyclique comme dans toutes celles de Léon XIII, ce dernier défend l'opinion, selon Philippe Portier, que « l'État est, par la volonté de Dieu même, distinct de l'Église ; il ne peut pour autant en être juridiquement séparé. Il lui revient, pour le bien-être temporel de ses sujets, comme pour leur devenir spirituel, de reconnaître à la religion romaine le statut de religion officielle, et d'ordonner ses prescriptions juridiques à la vérité dont elle est le véhicule. De cette thèse dite de l' "État catholique" (en) (qui débouche en pratique sur une politique d'exclusion, ou au mieux de simple tolérance, à l'égard des opinions non catholiques) procède un jugement qu'on devine : en voulant laïciser les lois et les mœurs, en voulant fixer le religieux dans la seule sphère privée des individus, le gouvernement français commet une faute qui "crie vengeance vers le ciel (en)", d'autant d'ailleurs qu'au rebours de ses homologues belge ou américain, engagés eux aussi dans des politiques dissociatives, il conduit son entreprise sur un mode foncièrement irréligieux ». Cette position de Léon XIII sera défendue par les papes jusqu'à Vatican II.
Dans une lettre envoyée par après aux cardinaux français en 1892, Léon XIII déclara, concernant son encyclique :

« Et comme le mal que nous signalons, loin de se limiter aux catholiques, atteint tous les hommes de sens et de droiture, c’est à eux aussi que Nous avons adressé Notre Encyclique, pour que tous se hâtent d’arrêter la France sur la pente qui la mène aux abîmes. Or, ces efforts deviendraient radicalement stériles, s’il manquait aux forces conservatrices l’unité et la concorde dans la poursuite du but final, c’est-à-dire la conservation de la religion, puisque là doit tendre tout homme honnête, tout ami sincère de la société. Notre Encyclique l’a amplement démontré.
[…]
Lors donc que, dans une société, il existe un pouvoir constitué et mis à l’œuvre, l’intérêt commun se trouve lié à ce pouvoir, et l’on doit, pour cette raison, l’accepter tel qu’il est. C’est pour ces motifs et dans ce sens que Nous avons dit aux catholiques français: Acceptez la République, c’est-à-dire le pouvoir constitué et existant parmi vous; respectez-la ; soyez-lui soumis comme représentant le pouvoir venu de Dieu. »

## Conséquences
Les catholiques ralliés fondent un parti politique en 1902, dix ans après l'encyclique pontificale : l'Action libérale populaire (ALP), dans le contexte du combat contre le Bloc des gauches.